# パイオニア (フレディの曲)
「パイオニア」 (Pioneer) は、2015年12月30日に発売されたハンガリーの男性歌手フレディのシングル。

## ユーロビジョン・ソング・コンテスト2016
フレディはこの曲でユーロビジョン・ソング・コンテスト2016にハンガリー代表として出場、準決勝で4位となり決勝へ進出、最終的に19位で大会を終えた。

## チャート成績
自身初のチャートインシングルにして第1位を獲得した。

## 収録曲

### 音楽配信
1. Pioneer [3:00]